# Vladímir Ovchínnikov
Vladímir Ivánovich Ovchínnikov, en ruso Влади́мир Ивáнович Овчи́нников (14 de julio de 1911, Sarátov — 22 de junio de 1978, Leningrado) - Artista soviético, pintor, paisajista, miembro de la Unión de Artistas de Leningrado, uno de los más brillantes representantes de la Escuela de Pintura de Leningrado.

## Biografía
Vladímir Ovchínnikov nació el 14 de julio de 1911 en una familia de campesinos en la Sarátov ciudad del río Volga. En 1931 se graduó de la escuela de arte en Sarátov, y se mudó a Leningrado, donde ingresó en la Instituto de Arte de Iliá Repin en el Departamento de Pintura. Pero después de años de estudio, salió de la Academia por razones personales: en 1931 se casó, y en 1932 un hijo, Vyacheslav, que más tarde se graduó en la Instituto de Arte de Iliá Repin y su padre era pintor.
En 1932-1941 trabajó de diseñador gráfico Ovchínnikov en varias instituciones de Leningrado. Al mismo tiempo en la pintura y el dibujo por primera vez en un estudio privado, luego en el Instituto de Estudios Avanzados de Arte. El invierno de 1942 fue evacuado completamente agotado por el hielo del lago Ládoga, en el asedio de Leningrado en Sarátov. Después de su recuperación, se graduó de la escuela militar para poner fin a la guerra en el Ejército Rojo.
Desde la década de 1950, Ovchínnikov participa en exposiciones. Pinta paisajes, escenas de género, apuntes del natural. En 1953, una serie de paisajes trajo de su viaje a Ucrania, se da en la Unión de Artistas de Leningrado. Además de los viajes a la ciudad de Kániv en el río Dniéper, Ovchínnikov hizo a finales de 1950, varios viajes al mar Caspio y la parte superior del río Volga. En los años 1960-1970 en repetidas ocasiones visitó el país cerca de Sarátov, en la antigua ciudad rusa de Pskov, Súzdal, Izborsk, Stáraya Ládoga, Stáritsa y otros. Las impresiones de estos viajes se reflejan en sus pinturas.
Obra, pintada en los años 1950-1960, Ovchínnikov avanzadas entre los principales maestros contemporáneos de la pintura de paisaje. Sin embargo, un verdadero reconocimiento le llegó después de la muerte. La primera gran exposición de sus obras se celebró en Leningrado en 1988. En la década de 1990, sus pinturas se exhibieron con éxito en las exposiciones y subastas de arte ruso en Francia. Ovchínnikov obras se encuentran en el Museo Estatal Ruso de San Petersburgo, en museos y colecciones privadas en Rusia, EE. UU., Reino Unido, Japón, Alemania y otros países.